# Penduliflorie
|  | Dieser Artikel wurde aufgrund von formalen oder inhaltlichen Mängeln in der Qualitätssicherung Biologie zur Verbesserung eingetragen. Dies geschieht, um die Qualität der Biologie-Artikel auf ein akzeptables Niveau zu bringen. Bitte hilf mit, diesen Artikel zu verbessern! Artikel, die nicht signifikant verbessert werden, können gegebenenfalls gelöscht werden. Lies dazu auch die näheren Informationen in den Mindestanforderungen an Biologie-Artikel. |

Penduliflorie oder Pendelblütigkeit, auch Flagelliflorie (Geißelblütigkeit) bezeichnet in der Botanik die Erscheinung bei einigen höherwüchsigen Blütenpflanzen, meist Bäumen, dass die Blumen, also Blüten oder Blütenstände, an längeren Stielen herabhängend ausgebildet werden. Dies ist in der Regel eine Einrichtung zur Erleichterung des Anflugs von besuchenden und dann meist auch bestäubend wirkenden Fledertieren (Chiroptera): Chiropterophilie, Chiropterogamie, „Fledermausbestäubung“
Die Ausbildung der Blumen an elastischen längeren Stielen verhindert das Abbrechen der Blüten beim eventuell derben An- und Abflug der – im Vergleich etwa zu Kolibris – schwereren Blütenbesucher. Diese Ausbildung des Blütenbereichs findet sich praktisch nur bei Gewächsen der Tropen und Subtropen. Bei der in die Gruppe der Johannisbrotgewächse eingeordneten Eperua falcata können die Blütentrauben an 0,5 bis 2 m langen, bei der zu den Schmetterlingsblütengewächsen gehörenden Mucuna longipedunculata sogar bis 5 Meter langen Blütenstandsstielen herabhängen. Auch der bekanntere Afrikanische Affenbrotbaum weist Penduliflorie und Chiropterophilie auf.
Die Fledermausblume ist nicht „fledermausblütig“, wird also nicht durch Fledertiere bestäubt.